# Jiří Rébl
Jiří Rébl (1900 Kopče – 1990 Podbořany) byl spisovatel, básník a publicista na Volyni. Používal básnický pseudonym s přívlastkem Volyňský.

## Životopis
Jiří Rébl byl jako Volyňský Čech příslušníkem československé zahraniční armády za druhé světové války. Byl profesorem ruštiny, psal také básně. Jako novinář publikoval práce o volyňských Češích.

## Literární práce
V roce 1926 vznikl český časopis Hlas Volyně. Kolem jeho literární přílohy se postupně seskupili začínající básníci včetně Jiřího Rébla.

### Vydané sbírky
- 1948 Věrni v cizině – věrni ve vlasti[2]

### Jiné práce
- 1928 Hymna volyňských Čechů – Šedesát let ušlo – Autor textu Jiří Rébl z Malované